# Поважан, Каталин
Каталин Поважан (венг. Povázsán Katalin; 2 августа 1960, Будапешт) — венгерская гребчиха-байдарочница, выступала за сборную Венгрии на всём протяжении 1980-х годов. Чемпионка мира, обладательница бронзовой медали международного турнира «Дружба-84», многократная победительница регат национального значения, участница летних Олимпийских игр в Москве.

## Биография
Каталин Поважан родилась 2 августа 1960 года в Будапеште. Активно заниматься греблей начала в раннем детстве, проходила подготовку в столичном спортивном клубе Rába Egyetértés Torna Osztály.
Благодаря череде удачных выступлений удостоилась права защищать честь страны на летних Олимпийских играх 1980 года в Москве — сумела пробиться в финальную стадию программы одиночных байдарок на дистанции 500 метров, но в решающем заезде финишировала только седьмой. Первого серьёзного успеха на взрослом международном уровне добилась в 1982 году, когда побывала на чемпионате мира в югославском Белграде, откуда привезла награды серебряного и бронзового достоинства, выигранные на полукилометровой дистанции в двухместных и четырёхместных байдарках соответственно. Год спустя на мировом первенстве в финском Тампере выиграла ещё одну серебряную медаль в двойках.
Как член сборной в 1984 году должна была участвовать в Олимпийских играх в Лос-Анджелесе, однако страны социалистического лагеря по политическим причинам бойкотировали эти соревнования, и вместо этого она выступила на альтернативном турнире «Дружба-84» в Восточном Берлине, где тоже имела успех, в частности вместе с партнёршами по команде Ритой Кёбан, Эвой Ракус и Эрикой Геци выиграла бронзовую медаль среди четвёрок на дистанции 500 метров.
В 1985 году Поважан выступила на чемпионате мира в канадском Монреале в двойках вместе с напарницей Эрикой Месарош обогнала всех своих соперниц и завоевала тем самым золотую медаль. В следующем сезоне на мировом первенстве в немецком Дуйсбурге получила серебряную награду в пятисотметровой дисциплине четвёрок. Вскоре после этих соревнований приняла решение завершить карьеру спортсменки, уступив место в сборной молодым венгерским гребчихам.